# IIFA Award/Lebenswerk
Die Gewinner des IIFA Best Lifetime Achievement Award waren:
| Jahr | Persönlichkeiten                                         |
| ---- | -------------------------------------------------------- |
| 2001 | Shammi Kapoor & Waheeda Rehman                           |
| 2002 | Sadhana Bose                                             |
| 2003 | Dev Anand                                                |
| 2004 | Yash Johar, Dilip Kumar & Om Puri                        |
| 2005 | Shabana Azmi & V. K. Murthy                              |
| 2006 | O. P. Dutta, K. K. Mahajan, Asha Parekh & Ashok Amritraj |
| 2007 | Dharmendra & Deepa Mehta                                 |